# Байрачки
Байрачки́ — селище в Україні, у Алчевській міській громаді, Алчевського району Луганської області.
До 2020 у складі Зоринської міської ради
Станом на 2022 рік є тимчасово окупованою територією України.
Відповідно до Розпорядження Кабінету Міністрів України від 12 червня 2020 року № 717-р «Про визначення адміністративних центрів та затвердження територій територіальних громад Луганської області» увійшло до складу Алчевської міської громади.

## Географія
Селище розташоване на вершині вододілу річок Чернушина (притока Білої) на південному сході та Лозова (притока Луганки) на північному заході. Лівий берег річки Чернушини стрімкіший, тому тут утворились численні балки та яри, які місцеві жителі називають байраки. Саме тип місцевості і дав назву селищу.
Сусідні населені пункти:
- на північний захід — село Оленівка на березі річки Лозова (1,9 км);
- на захід — селище Голубівка (2,7 км);
- на північний схід — місто Зоринськ (1,8 км);
- на південний захід — селище Софіївка на березі річки Чернушина (1,5 км);
- на південний схід — село Малоіванівка у місці впадіння Чернушиної до Білої (2,3 км).

## Етимологія
Назва походить від слова байрак, яке означає «балка, поросла травою», так як селище розміщене на місцевості з байрачним рельєфом.

## Історія
Селище будувалось в 1950-1960-их роках для шахтарів новозведеної шахти Комісарівської, названої через розташування біля селища Комісарівка (нині Голубівка). Родини заселялись у двоповерхові новобудови, поряд був зведений палац культури, відкрився дитячий садок, магазини, пошта, їдальня, аптека та амбулаторія. Трохи пізніше відкрито школу.
У 2000 році Комісарівську шахту закрили, що призвело до суцільного безробіття, адже інших підприємств у селищі немає. Газифікації у селищі не було, тому опалення здійснюється за допомогою вугілля.

## Населення
Населення селища становить 842 особи (2013 р.), населення у 2001 р. — 1065 осіб.

### Мова
Розподіл населення за рідною мовою за даними перепису 2001 року:
| Мова       | Кількість | Відсоток |
| ---------- | --------- | -------- |
| російська  | 710       | 66.66%   |
| українська | 351       | 32.96%   |
| білоруська | 4         | 0.38%    |
| Усього     | 1065      | 100%     |

## Господарство
Єдиним підприємством до 2000 року була шахта Комісарівська з видобутку кам'яного вугілля. Окрім цього раніше працювала також шахта № 3 на південно-західній околиці.
Серед селища проходить залізниця Дебальцеве — Луганськ, але в межах селища станції не має; облаштовано лише зупинний пункт 16 км. Паралельно залізниці в районі селища збудовано і автомобільну трасу М-21 з таким же напрямком. Завдяки транспортним шляхам селище має високий рівень зв'язку з сусідніми населеними пунктами.